# باشگاه فوتبال براینتری تاون
باشگاه فوتبال براینتری تاون (به انگلیسی: Braintree Town Football Club) یک باشگاه فوتبال در شهر براینتری، اسکس، کشور انگلستان است که در سال ۱۸۹۸ میلادی تأسیس شده‌است.